# Peter Tauber
Peter Michael Tauber, né le 22 août 1974 à Francfort-sur-le-Main, est un homme politique allemand,,,.

## Biographie

### Études
Après un diplôme d'études secondaires en 1994 à Gelnhausen, Tauber étudie l'histoire médiévale et moderne, la philologie allemande et la science politique à l'université Goethe de Francfort, temporairement interrompue par son service militaire. En 2000, il a terminé ses études en tant que Magister Artium avec distinction.
De 2000 à 2001, Tauber était chercheur à l'Université Goethe. De 2001 à 2003, il a été directeur général de l'Union Junge à Hesse. Depuis 2003, il était président de l'Union Junge à Hesse. De 2003 à 2004, il a été conseiller personnel de la ministre de la Culture de Hesse, Karin Wolff, dans le gouvernement de l'État du ministre-président Roland Koch. En 2007, il a obtenu un doctorat avec Lothar Gall. Il a écrit sa thèse sur la position sociale et la fonctionnalisation idéologique du sport dans le Kaiserreich allemand.
De 2008 jusqu'aux élections fédérales de 2009, Tauber était porte-parole de la Deutsche Vermögensberatung. En 2008, il a également été chargé de cours au département d'histoire de l'Université Goethe.

### Parcours politique
Tauber est devenu membre de la Junge Union en 1991 et a rejoint la CDU en 1992. De 1993 à 2007, il a été conseiller municipal à Wächtersbach. Depuis 2005, il était également membre du conseil de comté (Kreistag) du Main-Kinzig-Kreis. En 2008, il a été élu membre du conseil d'administration de la CDU Hesse.
Tauber est membre du Bundestag allemand depuis les élections fédérales de 2009. Au cours de son premier mandat au Parlement, il a siégé à la commission des affaires familiales, des personnes âgées, des femmes et de la jeunesse ainsi qu'à la commission du travail et des affaires sociales. À ce titre, il était le rapporteur de son groupe parlementaire sur le Service fédéral des volontaires, la justice intergénérationnelle et l'intersexualité.
Dans les négociations pour former une grande coalition des chrétiens démocrates (CDU avec la CSU bavaroise) et le SPD après les élections fédérales de 2013, Tauber faisait partie de la délégation CDU / CSU dans le groupe de travail sur les affaires culturelles et médiatiques, dirigé par Michael Kretschmer et Klaus Wowereit. Le 16 décembre 2013, Tauber a été nommée au préalable secrétaire général de la CDU par la présidente du parti, Angela Merkel; il a succédé à Hermann Gröhe, qui avait été nommé ministre de la Santé après les élections. Le 5 avril 2014, il a été officiellement élu à la convention du parti fédéral CDU, avec un résultat record de 97%. Tauber a déclaré après son élection que la CDU avait besoin de plus de jeunes, plus de femmes et plus de migrants dans ses rangs. En 2016, il est impliqué dans l'Operation Kaninchenjagd.
Dans les négociations pour former un gouvernement de coalition avec l'Union chrétienne-sociale en Bavière (CSU), le Parti libéral-démocrate (FDP) et Les Verts après les élections fédérales de 2017, Tauber aurait fait partie de la délégation de 19 membres de la CDU, s'il n'avait pas eu une maladie grave avec une chirurgie d'urgence. En février 2018, il présente sa démission en tant que secrétaire général de son parti et cède sa place à Annegret Kramp-Karrenbauer.